# Distretto di Haskovo
Il distretto di Haskovo (in bulgaro Област Хасково?) è uno dei 28 distretti della Bulgaria.
Fra i principali siti archeologici della regione è nota Villa Armira, celebre villa romana in uso fino all'età medievale.

## Comuni
Il distretto è diviso in 11 comuni:
| Comune         | Bulgaro        | Pop.    |
| -------------- | -------------- | ------- |
| Dimitrovgrad   | Димитровград   | 65.432  |
| Harmanli       | Харманли       | 29.522  |
| Haskovo        | Хасково        | 116.541 |
| Ivajlovgrad    | Ивайловград    | 9.069   |
| Ljubimec       | Любимец        | 10.788  |
| Madžarovo      | Маджарово      | 3.347   |
| Mineralni Bani | Минерални бани | 7.560   |
| Simeonovgrad   | Симеоновград   | 9.942   |
| Stambolovo     | Стамболово     | 14.000  |
| Svilengrad     | Свиленград     | 24.849  |
| Topolovgrad    | Тополовград    | 13.263  |